# Маленьке Різдво
Маленьке Різдво (ірл. Nollaig na mBan — 'Жіноче Різдво'; англ.: Little Christmas), також відоме як Старе Різдво, Зелене Різдво або Дванадцята ніч, — одна з традиційних назв для 6 січня ірландських християн і християн-амішів, яке також ширше відоме як свято Богоявлення, що відзначається після завершення дванадцяти днів Різдва. Це традиційне закінчення різдвяного сезону, і до 2013 року він був останнім днем різдвяних канікул як для початкових, так і для середніх шкіл в Ірландії.

## Витоки
Через відмінності в літургійних календарях ще в IV столітті церкви Східної Римської імперії святкували Різдво 6 січня, тоді як церкви Західної Римської імперії святкували його 25 грудня.
У жовтні 1582 року Папа Римський Григорій XIII запровадив григоріанський календар як корекцію юліанського календаря, оскільки останній має занадто багато високосних років, через що він відхиляється від сонячного року. Це має літургійне значення, оскільки розрахунок дати Великодня передбачає, що весняне рівнодення в Північній півкулі відбувається 21 березня. Щоб виправити накопичену помилку, він розпорядився перенести дату на десять днів. Більшість римо-католицьких країн негайно прийняли новий календар, а протестантські країни протягом наступних 200 років наслідували його приклад. Зокрема, Британська імперія (включно з американськими колоніями) зробила це з 1752 року з Законом про календар (новий стиль) 1750 року, до того часу розбіжність зросла до одинадцяти днів. Це означало, що Різдво 25 грудня («за новим стилем») було на одинадцять днів раніше, ніж це було б, якби не Закон, через що «старе Різдво» [25 грудня («за старим стилем»)] відбувалося 5 січня (НС). У лютому 1800 року за юліанським календарем був ще один високосний рік, а за григоріанським — ні, тому Старе Різдво було перенесено на 6 січня (NS), яке збігалося зі святом Богоявлення.
З цієї причини в деяких частинах світу свято Богоявлення, яке традиційно відзначається 6 січня, іноді називають Старим Різдвом. Хоча 1900 також не був високосним роком у григоріанському календарі (і тому юліанський 25 грудня з того року збігався з 7 січня за григоріанським календарем) звичай святкувати Мале Різдво 6 Січень не змінився.

## Дотримання країнами

### Європа
У Шотландському нагір'ї термін «Маленьке Різдво» (шотл. гел. Nollaig Bheag) застосовується до Нового року, також відомого як Là Challuinn, або Là na Bliadhna Ùire, тоді як Епіфанія відома як Là Féill nan Rìgh, свято царів. Трансальпійські редемптористи, які живуть на Папа Стронсей у Шотландії, святкують «Маленьке Різдво» двадцять п'ятого дня кожного місяця, за винятком грудня, коли двадцять п'ятий день святкується як Різдво. Звичай освячувати домівки на Хрещення розвинувся тому, що це свято вшановує час, коли три королі відвідали дім Пресвятої родини. 
Наприкінці ХІХ століття в деяких частинах Англії, наприклад у Ланкаширі, цей день також називали Малим Різдвом. На острові Мен Новий рік 1 січня раніше називався Laa Nolick beg на Менсі або Мале Різдво, а 6 січня називали Старим Різдвом. Назва «Маленьке Різдво» також зустрічається в інших мовах, включаючи словенську (mali Božič), галісійська (Nadalinho), і українську (у католиків). 
У Скандинавії, де головне святкування Різдва припадає на Святвечір, вечір 23 грудня відомий як малий Святвечір (дан. lillejuleaften).
У деяких частинах іспаномовного світу наголос Різдва робиться на сімейній вечері та відвідуванні церкви, тоді як подарунки обмінюються на свято Богоявлення, коли, згідно з традицією, три мудреці (або волхви) принесли подарунки золото, ладан і миро Дитятку Ісусу. Традиція називає їх Мельхіором, Каспаром і Бальтазаром. Це важливе свято в іспаномовних країнах, присвячене в основному дітям, які отримують подарунки вранці 6 січня. У деяких країнах, наприклад в Іспанії, це державне свято, яке знаменує кінець різдвяного сезону, який розпочався напередодні Різдва (24 грудня). 
У західному християнському світі два традиційних дня, коли знімають різдвяні прикраси, — це Дванадцята ніч (ніч перед святом Богоявлення) і, якщо їх не знімають у цей день, — Стрітення, останнє з яких завершує Різдво-Богоявленський сезон у деяких номінаціях.

### Північна Америка
Деякі анабаптисти, такі як аміші та меноніти, відзначають Різдво як релігійне свято 6 січня.
Святкування Різдва 6 січня відображено в словах Cherry-Tree Carol, англійської народної пісні, яка перекочувала в Аппалачі на сході Сполучених Штатів. У своїй статті Дотримання старого Різдва в південних Аппалачах К Р Янг пише: "десь до ХХ століття співаки, які, можливо, були мешканцями Аппалачів, перетворили питання, яке Марія ставить Ісусу щодо того, «яким буде цей світ», на запитання, яке Йосип ставить до ненародженої дитини. Взявши «Марію всю на ліве коліно», він запитує, коли буде день народження. Ісус відповідає:
On the sixth day of January

My birthday shall be,

...

When the stars and the elements

Shall tremble with glee.
Янг повідомляє, що "Білл «Кітчен» Ізом, прихильник старого Різдва, чиє перетворення цієї колядки Джин Томас записало в окрузі Картер, штат Кентуккі, дав «розгадку» такими словами:
'Twas on the sixth day of January

Angels did sing;

And the shepherds drew nigh

Their gifts for to bring.

Свято також визнали деякі громади Озарка,
«У деяких районах Арканзасу є люди, які ховають нутрощі чорної курки під вогнищем на „старе Різдво“. Кажуть, що це захистить будинок від руйнування блискавкою або пожежею. [. . . ] Я знаю, що деякі „родини пекервудів“ справді закопували курячі кишки під своїми вогнищами ще в 1935 році, неподалік від освіченого мегаполісу Хот-Спрінгс».

## Жіноче Різдво
В Ірландії Маленьке Різдво також називають Жіночим Різдвом (ірл. Nollaig na mBan), а іноді жіноче маленьке Різдво. Традиція, яка все ще сильна в Корку та Керрі, називається так тому, що цього дня ірландські чоловіки беруть на себе всі домашні обов'язки. Традиційним м'ясом на жіноче Різдво була гуска. Деякі жінки влаштовують вечірки або йдуть відсвяткувати день зі своїми подругами, сестрами, матерями та тітками. Тому цієї ночі в барах і ресторанах часто проводять вечірки жінок і дівчат.
В Ірландії та Пуерто-Рико це традиційний день прибирання ялинки та прикрас. Ця традиція недостатньо задокументована, але одна стаття з The Irish Times (січень 1998 року) під назвою «У жіночий день Різдва» описує як деякі джерела інформації, так і дух цієї події.

## Інші значення
«Маленьке Різдво» також є фігурою в ірландських танцях. Це відноситься до фігури, де половина комплекту, чотири танцюристи, об'єднуються разом руками, зчепленими за спиною партнерів, і вся фігура продовжує обертатися за годинниковою стрілкою, зазвичай протягом восьми тактів. У відповідному танці жінки-учасниці відтворювали традиційні відвідини святкування та дещо підривний тон, виконуючи активну «чоловічу» роль, переходячи від партнера до партнера.

## Нотатки
1. ↑  1600 був високосним роком в обох календарях, оскільки ділився на 400, але 1700 був високосним роком лише в юліанському календарі.
2. ↑  До 1900 року, коли в юліанському календарі був ще один високосний день, але не в григоріанському. Відтоді (до 2101 року) 25 грудня (за юліанським календарем) відповідає 7 січня (за григоріанським календарем), яке є днем Різдва для частини православних і східних християн.